# Monarquía de Fiyi
Fiyi es en la actualidad una república, pero fue una monarquía hasta 1987. El monarca de Fiyi llevaba el título de Tui Viti.

## Nacimiento del Reino de Fiyi
Hasta mediados del siglo XIX, Fiyi no era un país unificado y nunca había sido concebido como tal. El título de Tui Viti se usó por primera vez en la década de 1840 por el Ratú (jefe) Tanoa Visawaqa, jefe de  Bau, quien, por conquista, extendió su dominio sobre las islas occidentales. Su hijo, Ratú Seru Epenisa Cakobau, continuó el proceso de unificación de Fiyi y desde la década de 1850 se proclamó rey de todo el país. En 1871, con el apoyo de inmigrantes europeos, principalmente británicos, que dominaron su gobierno, sentó las bases de una monarquía constitucional.
En 1874, por temor a la anexión por parte de los Estados Unidos y la presión de sus rivales dentro de Fiyi, Cakobau entregó su país al Reino Unido a cambio del reconocimiento de los derechos indígenas sobre la tierra, así como los derechos consuetudinarios de los jefes de Fiyi. El título de Tui Viti se transfirió a la reina Victoria del Reino Unido, quien se convirtió en reina de Fiyi. El título fue posteriormente transferido a sus herederos, los monarcas que sucedieron al trono británico hasta 1970.

## Descolonización
Cuando Fiyi volvió a ser un estado independiente en 1970, las relaciones con el Reino Unido se mantuvieron cordiales y la Reina de Fiyi, Isabel II, retuvo su título. Se convirtió en el primer jefe de Estado del país en el período postcolonial. Sus funciones fueron delegadas a un gobernador general de Fiyi y limitadas por una Constitución que mantenía una monarquía constitucional construida sobre el sistema Westminster.
En 1987, un golpe de Estado encabezado por el coronel Sitiveni Rabuka condujo a la abolición de la monarquía y la proclamación de una república.

## El título deTui Vitien la actualidad
Aunque Fiyi es una república y la reina Isabel ya no tiene ninguna función a la vista de la Constitución, el Gran Consejo de Jefes al comienzo del siglo XXI reconoce su título puramente honorífico de Jefe supremo de Fiyi.
En 2002, el Consejo afirmó que, desde su punto de vista, Isabel II seguía siendo la reina de Fiyi. No está allí para socavar la república, pero en el sentido de que el mantenimiento del título honorífico de «reina» es compatible con la existencia de un gobierno republicano. Fiji, por lo tanto, sería un estado un tanto peculiar: una república con una monarquía, un país con un presidente y una reina.
En 2012, el dictador de Fiyi, Voreqe Bainimarama, derogó el Gran Consejo de Jefes, pero afirmaba que la esperanza de que Isabel II se convirtiera en la reina de Fiji, después de las elecciones parlamentarias de 2014, cuando el país se convirtiera nuevamente en una democracia y sea aceptado nuevamente dentro del seno de la Comunidad de Naciones. Ganador de estas elecciones, no inició posteriormente ningún movimiento de retorno a la monarquía.

## Lista de monarcas de Fiyi
| N° | Tui Viti             | Reinado         | Nacimiento y muerte |
| 1. | Tanoa Visawaqa       | 1829 - 1852     | 1777 - 1852         |
| 2. | Seru Epenisa Cakobau | 1852 - 1874     | 1815 - 1883         |
| 3. | Victoria             | 1874 - 1901     | 1819 - 1901         |
| 4. | Eduardo VII          | 1901 - 1910     | 1841 - 1910         |
| 5. | Jorge V              | 1910 - 1936     | 1865 - 1936         |
| 6. | Eduardo VIII         | 1936            | 1894 - 1972         |
| 7. | Jorge VI             | 1936 - 1952     | 1895 - 1952         |
| 8. | Isabel II            | 1952 - 1987 (*) | 1926 - 2022         |
| (*) Constitucionalmente, la monarquía fue abolida y, por lo tanto, puede considerarse que no ha habido «Tui Viti» desde 1987, fecha de la proclamación de la república, o 1990, fecha de entrada en vigor de la nueva ley y la Constitución. Sin embargo, el título de jefe supremo de Fiyi, Tui Viti, aún es reconocido por el Gran Consejo de Jefes, órgano desaparecido el 14 de marzo de 2012. |                      |                 |                     |